# TGV inOui
Cet article traite d'un service et d'une marque de la SNCF. Pour un article plus général, voir TGV.
TGV inOui (stylisée TGV ı̣nOui) est un service de TGV présenté par la Société nationale des chemins de fer français (SNCF) le 27 mai 2017 pour certaines dessertes assurées par des trains à grande vitesse. Cette marque s'applique à tous les TGV « classiques » de la SNCF depuis 2020, les autres étant regroupés sous les marques Lyria (spécifique au service entre la France et la Suisse) et Ouigo (service à bas coûts).
Remplaçant donc l'ancienne marque « TGV », TGV inOui est désormais le service ferroviaire le plus haut de gamme proposé par la SNCF.

## Histoire
Le nom, tantôt moqué, tantôt défendu lorsqu'il est dévoilé, est choisi avant le lancement d'une consultation de clients, à qui, selon Guillaume Pepy, il aurait été également proposé « OuiTGV », un nom qui ne leur aurait évoqué aucun changement et qui aurait été associé aux prestations low cost de l'offre Ouigo. Cela vise à concrétiser ce qui était préparé en interne par la SNCF, sous le nom de code « TGV Plus ».
L'agence de communication justifie ce nom par des considérations compliquées où se mêlent le confort, l'approbation, le rapprochement, l'innovation et une promesse au client.
En 2017, les TGV inOui sont testés sur la ligne Paris – Bordeaux – Toulouse.
En septembre 2018, la marque TGV inOui est officiellement présentée. Elle vise à remplacer l'ancienne marque TGV avec « plus de confort, de services et de connectivité » ; en décembre 2018, ces TGV circuleront vers Lille, Marseille et Nice au départ de Paris, avant de s'étendre à l'ensemble du réseau jusqu'en 2020 (selon les prévisions de 2018), sauf pour les liaisons à destination de Bruxelles[réf. nécessaire]. À cette date, le parc inOui compte 280 rames contre une centaine en septembre 2018.
En mars 2020, il fut prévu que l'extension de la desserte mobiliserait 95 % du parc TGV inOui dès la fin de l'année 2021.

## Logo

Premier logo TGV inOui (2017), possédant deux couleurs.

Le visuel identitaire est un ambigramme, lisible à l'endroit comme à l'envers via une symétrie centrale de 180 degrés.

## Contenu
Les services inOui peuvent comprendre le Wi-Fi (la marque inOui remplace le service « TGV Connect »), la restauration à la place, avec commande en ligne, un concierge numérique au travers d'un dialogueur nommé Anatole, le changement automatique de billet en cas d'arrivée en avance à la gare, grâce à la géolocalisation. Ces services ont permis à la SNCF de gagner des points dans les enquêtes de satisfaction lorsqu'ils ont été testés sur la ligne Paris – Lyon.

### Services à bord

#### Wi-Fi à bord
Tous les voyageurs peuvent bénéficier d'une connexion internet illimitée via un portail captif où ils peuvent également accéder à divers divertissements. Ils peuvent également accéder au site de commande du Bistro TGV inOui (anciennement Le Bar).

#### Le Bistro TGV inOui
Le Bar est un service à bord qui se trouve sur les voitures 4 ou 14 (ou les deux si le train est en UM), et qui fournit aux voyageurs des différents types de snacks et de plats froids ou chauds. Les voyageurs possesseurs d'une carte Avantage, Liberté, Grand Voyageur ou Grand Voyageur Le Club bénéficient de 15% de réduction sur les menues et formules. En 2025, le service change de nom et se nomme désormais « Le Bistro TGV inOui ». Le service sera une voiture sur deux étages dans les futurs TGV M. 

## Max Jeune (anciennement TGV Max) et Max Senior

### Concept
Créé en 2017 par la SNCF, Max Jeune (anciennement TGV Max) aussi décliné plus tard en Max Senior est un abonnement permettant de réserver gratuitement un billet pour certains TGV inOui et Intercités. Il s'agit principalement des trains hors période de forte affluence, en seconde classe. Le service ne permet de les réserver qu'à J-30 et impose une limite de six trajets Max Jeune réservés simultanément.
Lancé en janvier 2017, le service compte 80 000 utilisateurs en avril de la même année. Durant cette première année, 4 millions de trajets sont effectués avec Max Jeune, représentant 4,4 % du trafic à grande vitesse de la SNCF.

### Critiques
Le service est critiqué à l'occasion d'articles de presse,, faisant écho aux témoignages d'utilisateurs se plaignant du peu de trajets disponibles et d'une forte dégradation du service. La SNCF réagit en précisant que l'abonnement vise à inciter les voyageurs à choisir des trains hors période d'affluence.
Début novembre 2021, l'UFC-Que Choisir dénonce un changement des conditions générales de vente de l'abonnement : celui-ci limite fortement, depuis le 27 octobre 2021, les trajets effectués l'après-midi et la soirée des vendredis et dimanches.